# Metroniem
Een metroniem (van Oudgrieks μήτηρ, moeder), metronymicum of moedersnaam is een familienaam die afgeleid is van de voornaam van de (stam)moeder. Het is een vorm van een afstammingsnaam.

## Ontstaan
Een metroniem ontstaat net als een patroniem als men verschil wil maken tussen personen met dezelfde voornaam van verschillende ouders. Dan wordt achter de voornaam een aanduiding geplaatst die later een versteende familienaam kan zijn geworden. Een voorbeeld uit het Middelnederlands is de aanduiding riquaerd lisen zuene, dat Rijkward, de zoon van Lise betekent. De uitgang -n achter Lise is de genitief. Metroniemen in Nederland en België eindigen dan ook vaak op -en of -n, maar ook wel op -in, zoals Lentin. Soortgelijke patroniemen eindigen op -sen, zoals Jansen.
Daarnaast komen achternamen voor met de vorm Van Lysebetten. Dit duidt aan dat de persoon "Van Liesbeth" is. Ook namen als Verbelen of Verleyen kunnen duiden op een metroniem. Ver is een verkorting van vrouw of vrouwe. Echter niet alle namen die met "ver" beginnen zijn metroniemen. Afhankelijk van de maatschappijvorm en eigendomsverhoudingen komen er meer of minder metroniemen voor in diverse landen.

## Nederland en België
Toen iedereen in Nederland en Vlaanderen in de Franse tijd een vaste achternaam moest aannemen werd soms gekozen voor een patroniem, maar veel minder ook voor een metroniem. Dit betrof dan vrijwel altijd personen die een onbekende vader hadden of waarvan de vader het kind niet had erkend of niet met de moeder was getrouwd. Metroniemen komen daardoor veel minder voor dan patroniemen. De namen waren soms heden ten dage niet meer in gebruik zijnde verkorte vormen van een voornaam. In de loop der tijd is de naam verbasterd geraakt waardoor soms de oorspronkelijke voornaam niet duidelijk meer te herkennen is. Soms staat het woordje "van" voor het metroniem en soms het voorvoegsel "ver" wat hetzelfde betekent. Voorkomende metroniemen zijn:
| - Aafjes (van Agatha} - Aagtjens (van Agatha} - Baten (van Beatrix) - Beelen (van Isabel(le) of van Mabelia) - Beils (van Belia/ Bilia uit Sibylla of Amabil(i)a) - Belen (van Isabel(le) of van Mabelia) - Betten (van Elisabeth) - Beyl(s) (van Belia/ Bilia uit Sibylla of Amabil(i)a) - Bijl(s) (van Belia/ Bilia uit Sibylla of Amabil(i)a) | - Byl(s) (van Belia/ Bilia uit Sibylla of Amabil(i)a) - Byl(l)e (van Belia/ Bilia uit Sibylla of Amabil(i)a) - Claeren (van Clara) - Clarijs (van Clara) - Cleiren (van Clara) - Coenen (van Cunera of Cunegond(e)) - Hillegonds (van Hillegonde) - Jut(te) (van Judith) - Keunen (van Cunera of Cunegond(e)) | - Klaare (van Clara) - van Klaren (van Clara) - Klaris (van Clara) - Leijten (van Aleid) - Luiten (van Lutgardis) - Luitgard (van Lutgardis) - Mariën (van Maria) - Maris (van Maria) | - Metten (van Mette) - Neeske(n)s (van Agnes) - Toria (van Victoria) - (van) Torie (van Victoria) - Truyens (van Gertruida) - Verbelen (van Belia) - Verellen (van Ellen) - Verklaren (van Clara) |

## Voormalige Nederlandse Antillen
Veel voornamen van vrouwen zijn als metroniemen in de Nederlandse Antillen en dan vooral in Aruba, Bonaire en Curaçao ontstaan en na emigratie ook naar Nederland en elders gekomen. Op de Antillen is bij invoering van de burgerlijke stand na afschaffing van de slavernij in 1863 de nadruk komen te liggen op metroniemen en zijn patroniemen in de minderheid. Vaak waren metroniemen ook al eerder meeverhuisd voordien in de familielijn en stonden geregistreerd in registers van de WIC of plantages of kerkregisters of patriciaatsregisters als zodanig. Het gaat om een voormoeder waarvan door de matrifocale samenlevingsvorm de familieverhoudingen tot uitdrukking kwamen. De focus was rondom de moeders en die voornaam werd in zijn geheel overgenomen als achternaam zonder verbuiging of toevoeging of tussenwoordje "van". Dit kwam ook doordat soms de vader niet bekend was, niet geregistreerd stond of deze het kind niet wilde of kon erkennen. Omdat de dominante religie op de eilanden katholiek was, zijn er veel voornamen die later een metroniem werden gegeven afkomstig uit de Spaans/Portugese talen terugvoerend naar het Latijn, vaak verwijzend naar een heilige.  Soms zijn er ook vanuit het Nederlands en zelden van het Engels afkomstige meisjesnamen een metroniem geworden en enkelen zijn van Afrikaanse oorsprong (Ariketa en Jamanika en Suka). Voorkomende namen zijn:
| - Aathje - Abelina - Adelina - Adriana - Afra - Agata - Amalia - Amanda - Anacieta - Anastacia - Anastacio - Anastasia - Anastasiou - Anastatia - Angela - Angelina - Anita - Ansjeliena - Anthonica - Antonia - Arabella - Ariette | - Arjette - Ariketa - Arriette - Arselita - Augusta - Augustina - Babtista - Balentien - Balentina - Baptista - Benita - Bernabela - Bernadina - Bernetje - Bernitie - Betonia - Bije - Blanchina - Bloem | - Blom - Bomba - Bonafacia - Bonifacia - Bregieta - Brigitta - Caena - Cafiera - Camelia - Candelaria - Caëla - Carolijn - Carolina - Cathalain - Char - Charice - Charie - Charjé | - Charjee - Charjer - Charlei - Charli - Charmeijn - Chaviara - Chiabaria - Christova - Cicilia - Cijntje - Claar - Claer - Clara - Clare - Clemencia - Clemensia - Clementina | - Clotilda - Colina - Collumba - Colomba - Columba - Concepcion - Daantji - Danise - Delisiel - Dometilia - Dorcas - Doris - Dorkas - Dorris - Dortalina - Duwa - Duwanie - Eleonora | - Elisabeth - Emelina - Emer - Emerens - Emerentiana - Englentina - Estella - Esteva - Eusebia - Eustacia - Fecunda - Felicia - Felipa - Florencia - Florentia - Flores - Fluonia | - Frances - Francisca - Francisce - Frasua - Gabidia - Geertruida - Gerigoria - Gerzia - Gijsbertha - Gracia - Guanica - Guisberta - Hanneke - Hanneken - Helena - Helma - Henrietta | - Henriette - Hilaria - Iris - Isabella - Isenia - Isidora - Jamanika - Jantje - Jantji - Joan - Jolijn - Josefa - Josefina - Josepha - Juliana - Lambertina - Lara - Leonora | - Lisa - Loniata - Louisa - Maasje - Manuela - Marchena - Margarita - Margherita - Maria - Martha - Martina - Mathilda - Mercelina - Mercera - Merens - Miranda - Moesa | - Moeza - Nicaela - Nicola - Ocalia - Odulia - Oliveira - Onancia - Osepa - Palma - Parel - Pasqua - Pasquale - Paulina - Pena - Pernel - Petra - Petrona - Phare | - Pharijs - Philippa - Pieternella - Pina - Piternella - Quingasa - Rafaela - Rasiarebaa - Rasmeijn - Rasmijn - Raven - Reinilla - Reinita - Rifaela - Roos - Roosje - Roosjee | - Rosa - Rosalia - Saneta - Santje - Seba - Seintje - Silva - Silvania - Sola - Soleda - Suisberta - Suka - Teresa - Theodora - Theresa - Valentina - Victoria - Virginia - Wanga - Zara |

## IJsland
De namen in IJsland waren tot vrij recent voor het overgrote deel gebaseerd op patroniemen die niet zijn versteend. Familienamen bestonden daardoor niet (op enkele families en immigranten na) want de achternaam wisselde per generatie. Pasgeborenen kregen een achternaam die tot een aantal jaren geleden meestal was afgeleid van de voornaam van hun vader. Als de vader het kind bij de geboorte echter niet wilde erkennen of niet bekend was, kreeg het kind een metroniem. Het is echter sinds een aantal jaren ook mogelijk om voor een metroniem te kiezen naar wens van beide ouders of de namen van beide ouders te voeren in een dubbele achternaam.. De naam of namen van de gekozen ouder(s) die als achternaam gevoerd gaat worden wordt afgesloten met het geslacht van het kind, - son voor een jongen en -dóttir voor een meisje.
familienaam · voornaam · antroponymie